# Radiance of the Seas
 Radiance of the Seas (рус. Сияние морей) — первое головное круизное судно класса Radiance, находящееся в собственности компании Royal Caribbean Cruises Ltd. и эксплуатируемое оператором Royal Caribbean International. Было построено в 2001 г. в Папенбурге (Германия) на верфях Meyer Werft GmbH. Серия из четырёх судов включает в себя также сестёр-близнецов — Brilliance of the Seas, Serenade of the Seas и Jewel of the Seas.

## История судна
Подписание 28 апреля 1998 г. контракта на строительство судна стало началом сотрудничества между Royal Caribbean Cruises Ltd. и Meyer Werft. Спустя почти два месяца был заложен киль судна под заводским номером 655. 15 июня 2000 г. Radiance of the Seas покинуло строительный док и достраивалось уже у достроечного причала верфи. Radiance of the Seas стало первым судном, которое проследовало задним ходом по Эмсу в Эмсхавен Нидерланды. Передача пароходству состоялось 9 марта 2001 г. После чего судно совершило трансатлантический переход в Форт-Лодердейл, где 6 апреля состоялась церемония крещения и крёстной матерью Radiance of the Seas стала Марго Л. Прицкер (Margot L. Pritzker) (супруга Томаса Дж. Прицкера) (Thomas J. Pritzker), одного из членов правления Royal Caribbean International.
После своего первого рейса, начавшегося 7 апреля 2001 г., Radiance of the Seas поставили на круизный маршрут вокруг Гавайских островов и в Северо-Западную часть Тихого океана. Совершая рейсы из Карибского моря на мексиканскую ривьеру, судну приходится часто идти Панамским каналом. Со времени своего ввода в эксплуатацию Radiance of the Seas ежегодно посещает Аляску. На 2011—2012 годы в расписание вписаны круизы в Австралию  и Новую Зеландию, причём маршруты на Гавайи и в Южное море, как принято называть Южную часть Тихого океана, остаются.

## Развлечения на борту
Для размещения на борту пассажиров судно располагает 1056 каютами и свитами различных категорий, из них:
- - 240 внешних кают без балкона
  - 577 кают с балконом
- Особенности:
  - скалодром
  - размещённый на 9 палубах «Centrum», со стеклянным куполом и шестью панорамными лифтами.
  - театр Аврора на 900 мест
  - главный ресторан «Cascades» в центре судна
  - на носу вертолётная посадочная площадка, которую в хорошую погоду можно использовать также как смотровую площадку для пассажиров.
  - биллиардные столы с автоматическим стабилизатором, успех которых привёл к их установке и на других судах компании.